# George Gough Booth
George Gough Booth, född 24 september 1864, död 11 april 1949, var en amerikansk tidningsutgivare och mecenat.
Booth var chef för Booth Newspapers Inc., Detroit. Genom sitt stiftande av Cranbrook Foundation, en donation till ett värde av omkring 20 miljoner dollar, gjorde Booth en stor insats för att höja det amerikanska konst- och kulturlivet.